# Janka Kupała
Ivan Daminikavič Lucevič, noto anche con lo pseudonimo di Janka Kupala (in bielorusso Я́нка Купа́ла?) (in bielorusso Іван Дамінікавіч Луцэвіч?; Viazynka, 7 luglio 1882 – Mosca, 28 giugno 1942), è stato un poeta e scrittore bielorusso.

## Biografia
Unanimemente considerato uno dei più grandi scrittori bielorussi del XX secolo, è considerato un nazionalista bielorusso che cercò di recuperare e promuovere la lingua bielorussa, difendendola dalla forte influenza della lingua russa.
Compose la maggior parte delle sue opere tra il 1913 ed il 1922. Fuggito alle purghe che colpirono il mondo letterario e intellettuale bielorusso alla fine degli anni Trenta, precipitò da un palazzo nel centro di Mosca nel 1942. Non è chiaro se si suicidò o fu ucciso dall'NKVD.

## Opere

### Raccolte di poesie
- «Жалейка» (Žalejka, 1908)
- «Гусьляр» (Huślar, 1910)
- «Шляхам жыцьця» (Šlacham žyćcja, 1913)
- «Спадчына» (Spadčyna, 1922)
- «Ад сэрца» (Ad serca, 1940)

### Poesie
- «Зімою» (Zimoju, 1907)
- «Нікому» (Nikomu, 1907)
- «Адплата каханьнем» (Adpłata kachańniente, 1907)
- «У Піліпаўку» (U Pilipaŭku, 1908)
- «За што?» (Za što?, 1908)
- «Адвечная песьня» (Adviečnaja pieśnia, 1908)
- «Курган» (Kurhan, 1910)
- «Сон на кургане» (Son na kurhanie, 1910)
- «Бандароўна» (Bandaroŭna, 1913)
- «Магіла льва» (Mahiła lva, 1913)
- «Яна і я» (Jana i ja, 1913)
- «На папасе» (Na papasie, 1913)
- «Безназоўнае» (Bieznazoŭnaje, 1924)
- «З угодкавых настрояў» (Z uhodkavych nastrojaŭ, 1927)
- «Над ракой Арэсай» (Nad rakoj Aresaj, 1933)
- «Тарасова доля» (Tarasova dola, 1939)

### Opere teatrali
- «Паўлінка» (Paŭlinka, 1912)
- «Прымакі» (Prymaki, 1913)
- «Раскіданае гняздо» (Raskidanaje hniazdo, 1913)
- «Тутэйшыя» (Tutejšyja, 1922)